# Собор Успения Девы Марии (Гурк)

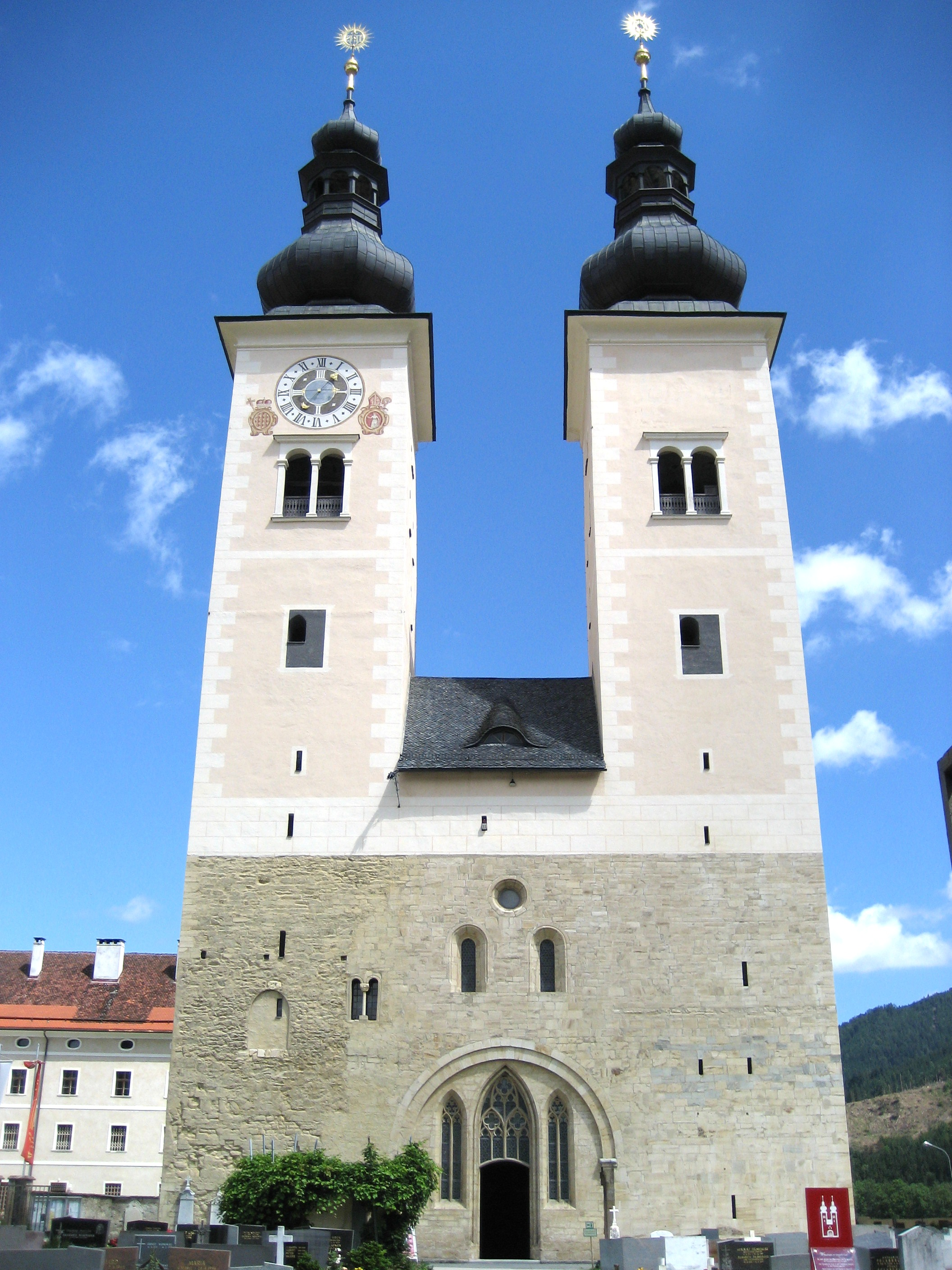
Собор Успения Пресвятой Богородицы, Гурк, Австрия

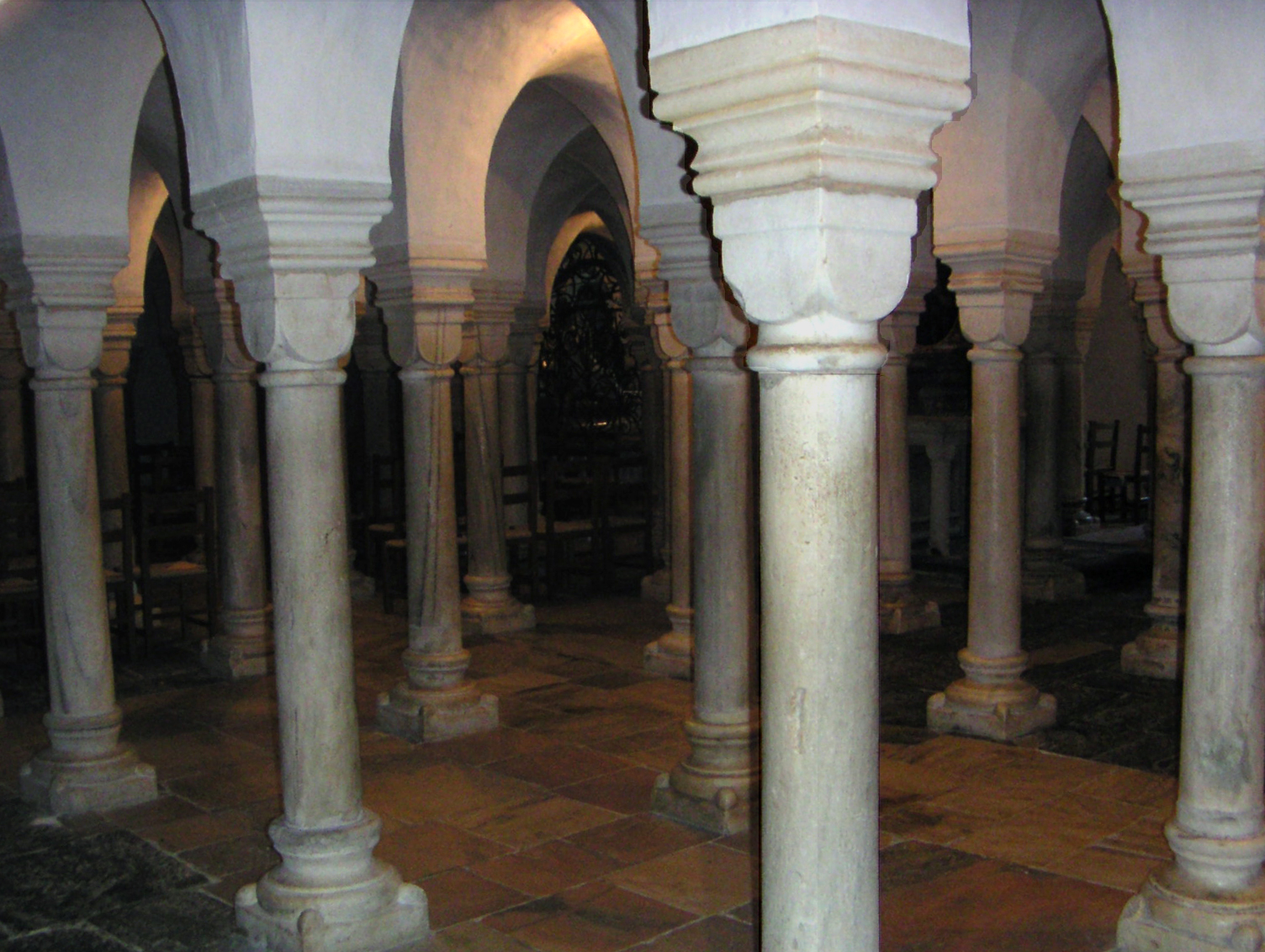
Крипта

Собо́р Успе́ния Пресвято́й Богоро́дицы (нем. Dom zu Gurk, словен. Krška stolnica) — католическая церковь, находящаяся в городе Гурк, Австрия. Церковь Успения Пресвятой Богородицы является сокафедральным собором епархии Гурка.

## История
Церковь Успения Пресвятой Богородицы была построена в романском стиле между 1140—1200 гг. Церковь является одной из самых высоких церквей романского стиля. Башни имеют высоту 60 метров. В церкви находятся крипта с многочисленными колоннами.
До 1787 года церковь Успения Пресвятой Богородицы являлась кафедральным собором епархии Гурка. В 1787 году кафедра епархии была перенесена в Клагенфурт в собор святых Петра и Павла.
В соборе Успения Пресвятой Богородицы находятся мощи святой Эммы, куда они были помещены в 1174 году.